# Robert G. Picard
Robert Georges Picard (Estados Unidos, 1951) es un escritor y erudito norteamericano, especialista en el área de la economía y la gestión de los medios de comunicación.

## Biografía

### Formación académica
Tras realizar un Máster en Administración de Empresas de la Universidad Estatal de California, Fullerton se doctoró en la Universidad de Misuri. Prosiguió su formación académica realizando un Máster en Administración de Empresas en la Universidad de Oxford, y un Bachiller universitario en letras de la Universidad de Loma Linda.

### Actividad docente e investigadora
Desarrolló su labor docente en las Universidades de Harvard y Oxford. También trabajó en las facultades de la Universidad Estatal de Louisiana, la Universidad Estatal de California, Fullerton, la Escuela de Economía de Turku (Finlandia) y la Escuela Internacional de Negocios Jönköping (Suecia). Ha sido profesor visitante en la Universidad de París, la Universidad de Shanghái, la Universidad de Ámsterdam, la Universidad Católica Portuguesa (Lisboa), y la Universidad Rey Juan Carlos (Madrid).
Considerado como uno de los principales expertos académicos en negocios de medios y economía de la política de medios, se le considera el padre de los estudios de economía de medios (aunque rechaza la idea de que es una disciplina separada, pero más bien perspectivas económicas aplicadas a los medios).
Entre sus contribuciones más importantes se encuentra el desarrollo conjunto de un método para evaluar las contribuciones económicas del derecho de autor a las economías nacionales que utiliza la Organización Mundial de la Propiedad Intelectual, los análisis de los efectos de los subsidios a los medios de comunicación y otros apoyos públicos en empresas y mercados. Sus estudios exploran las influencias económicas en el comportamiento de los medios y el análisis de los problemas económicos en los medios y la política de comunicaciones.

### Asociaciones de las que forma parte o formó parte
Ha sido miembro del: 
- Centro Joan Shorenstein de Prensa, Política y Políticas Públicas en la Escuela de Gobierno John F. Kennedy en la Universidad de Harvard.
- Instituto Reuters para el Estudio del Periodismo, Departamento de Política y Relaciones Internacionales, Universidad de Oxford.
- Director de Investigación en el Instituto Reuters para el Estudio del Periodismo y investigador en el Green Templeton College, Oxford.
- Fue editor de The Journal of Media Economics y Journal of Media Business Studies.

Tras su jubilación y su nombramiento como profesor emérito, sigue siendo:  
- investigador principal en el Instituto Reuters para el Estudio del Periodismo en la Universidad de Oxford,
- miembro de la Royal Society of Arts,
- miembro del Proyecto de la Sociedad de la Información de la Facultad de Derecho de la Universidad de Yale,
- autor de El blog The Media Business.

### Premios y distinciones
Doctor honoris causa en la Universidad de Navarra (España) y en la Universidad Aristóteles de Salónica (Grecia).
Un premio anual por el mejor trabajo publicado fue nombrado en su honor por la División de Gestión de Medios y Economía de la Asociación para la Educación en Periodismo y Comunicación de Masas en 2000
La Asociación Europea de Educación en Gestión de Medios le otorgó el premio 2010 por sus contribuciones de por vida en este campo. Fundó y presidió la Conferencia Mundial sobre Economía y Gestión de los Medios, una reunión mundial bienal de académicos y profesionales, durante un cuarto de siglo.
Ha consultado para empresas de medios en cuatro continentes y ha brindado testimonio y consultoría en casos judiciales, audiencias parlamentarias y parlamentarias y audiencias administrativas en América del Norte y Europa. Trabaja regularmente con asociaciones de medios de todo el mundo y es ampliamente citado tanto en las publicaciones comerciales como en la prensa general.

## Publicaciones
Es autor y editor de más de 32 libros, entre los que se incluyen el Manual de economía de los medios de comunicación, Economía y financiación de las empresas de medios, Portafolios de productos de medios, Economía de los medios de comunicación: conceptos y problemas, y Acuerdos operativos conjuntos: La Ley de preservación de periódicos y su Solicitud.